# Ladella stali
Ladella stali är en insektsart som beskrevs av Ronald Gordon Fennah 1949. Ladella stali ingår i släktet Ladella och familjen Tropiduchidae. Inga underarter finns listade i Catalogue of Life.